# Linea di cintura di Bologna
La linea di cintura di Bologna è l'insieme di binari e bivi che nel tempo si è sviluppato da est a ovest passando a nord della città. È nata per consentire al traffico merci di evitare la stazione di Bologna Centrale penalizzata da un piazzale di dimensioni limitate.

## Storia
Con l'incremento di traffico raggiunto quando le città di Milano, Verona, Padova, Ancona e Firenze furono definitivamente collegate, Bologna Centrale aveva il compito di incanalare tutto il traffico nord-sud relativo a Rimini e farlo transitare utilizzando i soli cinque binari presenti. Inoltre i treni viaggiatori e merci diretti e provenienti da Firenze, e che venivano instradati sulla linea Porrettana, dovevano sostare a Bologna Centrale per il cambio della locomotiva. Essendo sottodimensionata rispetto alla quantità di traffico da gestire, la stazione risultava spesso satura di treni su tutti i binari di cui disponeva.
Alcuni miglioramenti vennero attuati attorno al 1925: venne attivato Bivio Lavino e si poté smistare il traffico merci Milano-Firenze direttamente verso la Porrettana. Venne attivato lo scalo di smistamento di Bologna Ravone, a est della stazione, e la gestione dei treni merci poté essere spostata fuori dalla stazione centrale; infine il Bivio Battiferro smistava parte del traffico merci della linea Padova verso Bivio Ferrara e di qui a Ravone.

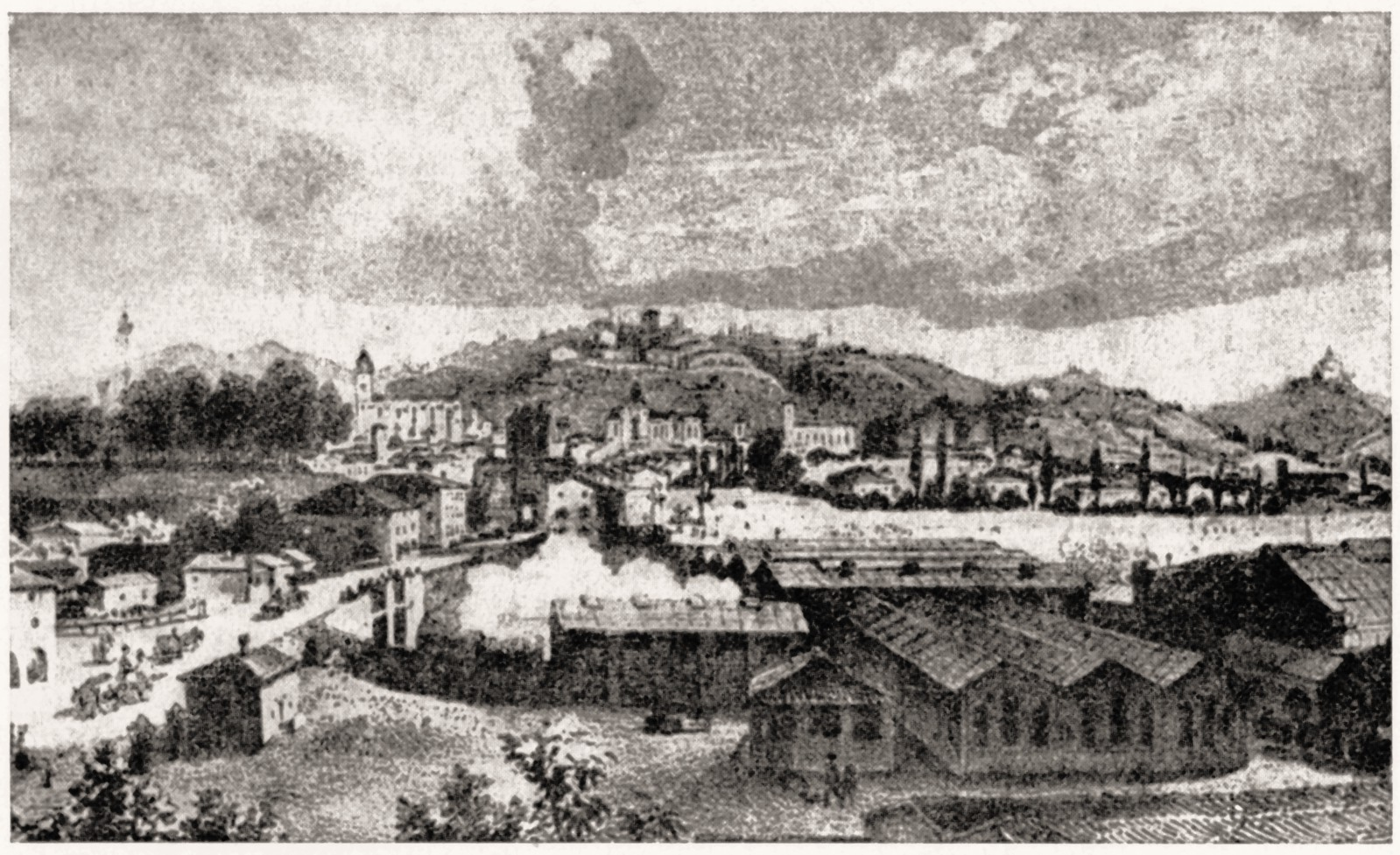
Stampa riproducente la stazione di Bologna Centrale nel 1864

La Commissione Colombo, istituita nel 1902, alla conclusione dei lavori aveva permesso già nel 1908, con lo stanziamento di 150 milioni di lire, di gettare le basi per la costruzione della Direttissima Bologna-Prato. Come conseguenza, in assenza di ulteriori adeguamenti strutturali, tutto il traffico merci verso sud sarebbe stato dirottato attraverso Bologna Centrale. Venne così deciso di approntare una linea di "circonvallazione" che dalla stazione di Bologna San Ruffillo instradasse i treni attorno alla città fino allo scalo di Ravone e che prevedesse una serie di bivi per smistare il traffico verso le preesistenti linee. Non fu prevista una diramazione verso la linea di Rimini ma solo verso Padova, Verona e Milano.
La Direttissima venne inaugurata il 21 aprile 1934 e nello stesso anno la Cintura cominciava a mostrare la forma che diverrà pressoché definitiva nel 1941.

## Caratteristiche
| Continuation backward | Continuation backward |  | Continuation backward |  |

| Non-passenger station/depot on track | Straight track | Unknown route-map component "KRW+l" | Unknown route-map component "KRWgr" |  |

| Straight track | Straight track | Stop on track | Straight track |  |

| Unknown route-map component "ABZgl" | Unknown route-map component "KRZo" | Unknown route-map component "KRZo" | Unknown route-map component "ABZg+r" |  |

|  | Unknown route-map component "KRWg+l" | Unknown route-map component "KRWgr" | Straight track | Straight track |  |  |

|  | Unknown route-map component "ABZg+l" | Unknown route-map component "KRZo" | One way rightward | Straight track |  |  |

| Unknown route-map component "CONTgq" | Unknown route-map component "ABZgxr+r" | Straight track |  | Straight track |  |  |

|  | Straight track | Straight track | Unknown route-map component "uhKBHFa" | Straight track |  |  |

|  | Non-passenger station/depot on track | Non-passenger station/depot on track | Unknown route-map component "uhSTR" | Straight track |  |  |

|  | Unknown route-map component "KRWgl" | Unknown route-map component "KRWg+r" | Unknown route-map component "uhSTR" | Straight track |  | Continuation backward |

|  | Straight track | Unknown route-map component "tSTRa" | Unknown route-map component "uhSTR" | One way leftward | Unknown route-map component "ABZq+lr" | Unknown route-map component "ABZgr" |

|  | Unknown route-map component "eABZg+l" | Unknown route-map component "etKRZ" + Unknown route-map component "tSTR+la" | Unknown route-map component "exSTR+r" + Waterway under railway bridge | Transverse track | Unknown route-map component "KRZo+xr" | Unknown route-map component "ABZgr" |

|  | Straight track | Unknown route-map component "tSTR" | Unknown route-map component "uhHST_AUSW" |  | Straight track | Straight track |

|  | Straight track | Unknown route-map component "tSTR" | Unknown route-map component "exSTRl" + Unknown route-map component "uhSTR" | Unknown route-map component "xABZq+l" | Unknown route-map component "KRZo" | One way rightward |

| Unknown route-map component "ABZg+l" | Unknown route-map component "tKRZ" | Unknown route-map component "umhKRZ" | One way rightward | Straight track |

| Unknown route-map component "eABZgl+l" | Unknown route-map component "etKRZ" | Unknown route-map component "uemhKRZ" + Unknown route-map component "lENDE@Fq" | Unknown route-map component "YRDq" | Junction both to and from right |

| Station on track + Unknown route-map component "4HUBa@Fq" | Unknown route-map component "tBHF" + Unknown route-map component "HUBq" | Urban End station + Unknown route-map component "4HUBe@Gq" | Unknown route-map component "KRW+l" | Unknown route-map component "KRWr" |

| Unknown route-map component "uexCONTgq" | Unknown route-map component "emKRZu" | Unknown route-map component "emtKRZ" | Unknown route-map component "uexABZq+r" | Unknown route-map component "emKRZo" | Unknown route-map component "uexCONTfq" |  |

| Unknown route-map component "KRW+l" | Unknown route-map component "KRWgr" | Unknown route-map component "tSTR" | Unused straight waterway | Station on track + Unknown route-map component "HUB2" | Unknown route-map component "HUBc3" |  |

| Unknown route-map component "tSTRa" | Straight track | Unknown route-map component "tSTR" | Unknown route-map component "uexABZgl" | Unknown route-map component "emKRZo" + Unknown route-map component "HUBc1" | Unknown route-map component "uexKBHFeq" + Unknown route-map component "HUB4" |  |

| Unknown route-map component "tBHF" | Straight track | Unknown route-map component "tSTR" | Unknown route-map component "uexSTRl" | Unknown route-map component "emKRZo" | Unknown route-map component "uexCONTfq" |  |

| Unknown route-map component "tSTRe" | Straight track | Unknown route-map component "tSTR" |  | Junction both to and from left | Unknown route-map component "KDSTeq" |  |

| Stop on track + Unknown route-map component "4HUBa@Fq" | Station on track + Unknown route-map component "4HUBe@Gq" | Unknown route-map component "tSTR" |  | Unknown route-map component "kABZg2" |  |  |

| Straight track | Unknown route-map component "ABZgl" | Unknown route-map component "tKRZ" | Transverse track | Unknown route-map component "KRZo+k1" | Unknown route-map component "kABZq+4" | Unknown route-map component "CONTfq" |

| One way leftward | Unknown route-map component "KRZo" | Unknown route-map component "tKRZ" | Transverse track | Unknown route-map component "KRZo" | Transverse track | Unknown route-map component "CONTfq" |

| One way leftward | Unknown route-map component "tKRZ" | Transverse track | Unknown route-map component "ABZg+r" |  |

|  | Unknown route-map component "tCONTf" |  | Continuation forward |  |

La cintura fu progettata con trazione elettrica e utilizzava il blocco Cardani per il distanziamento dei treni. La linea, partendo da San Ruffillo riceveva l'apporto del traffico da Rimini a Bivio Rimesse, proseguiva fino a Bivio Arcoveggio, dove poteva smistare parte del traffico verso la stazione di Bologna Arcoveggio e il Raccordo Poste. Il resto del traffico proseguiva per lo scalo di Ravone da dove, dopo la lavorazione dei treni, i merci potevano essere inviati verso Milano o Verona utilizzando il Bivio Santa Viola o verso Padova attraverso i Bivi Agucchi e Battiferro.
Nel 1941 vennero attivate le due brevi tratte per congiungere le cintura all'allora nuovo scalo merci di Bologna San Donato (allora il più grande d'Europa); il Triplo Bivio Beverara permise lo smistamento del traffico, attraverso altri bivi, direttamente verso Castel Maggiore e quindi Padova e verso Bivio Calderara che a sua volta poteva instradare verso Tavernelle Emilia e di lì Verona oppure verso Lavino e quindi verso Milano.
Nel frattempo, con l'Ordine di Servizio n. 46 del 28 marzo 1935, che al Reparto dirigenti centrali di Bologna istituiva la Quinta Sezione DC (Bologna-Rimini), furono definiti i limiti territoriali della varie sezioni DC che formavano il reparto stesso. In base a quanto disposto dal documento citato la linea di cintura veniva gestita dal dirigente centrale della prima sezione che aveva come limiti:
- Bologna Centrale (inclusa)-Tavernelle (esclusa);
- Bologna Centrale (inclusa)-Castelmaggiore (esclusa);
- Bologna San Ruffillo (esclusa); Bologna Centrale-Lavino (esclusa);
- Bologna Centrale (inclusa)-Mirandola Ozzano (esclusa).

L'inclusione o esclusione degli impianti serviva per specificare quale sezione DC doveva gestire una stazione di confine fra una sezione e l'altra.
Gli espropri furono dimensionati per permettere la costruzione di quattro binari, di cui solo due effettivamente realizzati.

### Controllo centralizzato del traffico

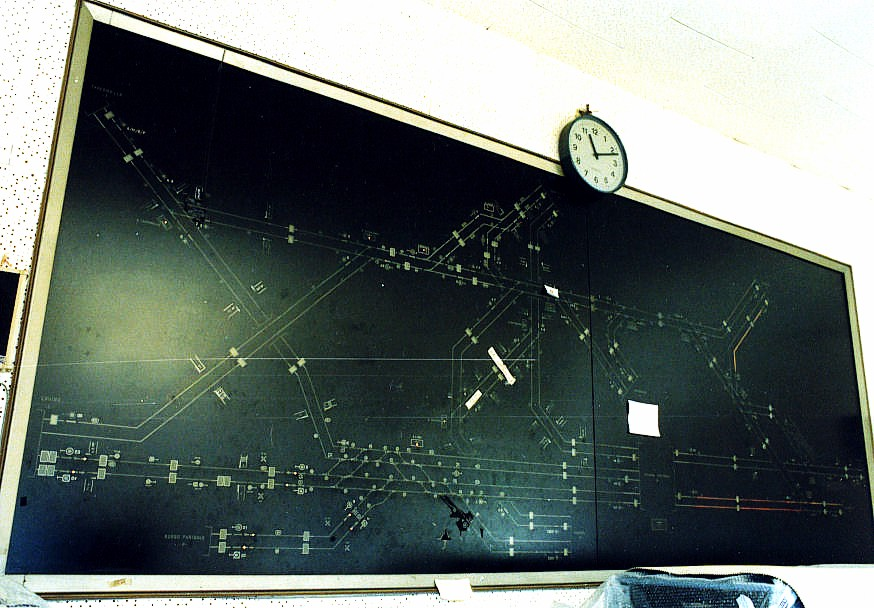
Quadro luminoso del CTC Nodo di Bologna - 1957

Lo sviluppo chilometrico della cintura è di circa cinquanta chilometri ma, a gestire un traffico limitato a quasi soli treni merci, è necessaria ben una quindicina di bivi con relativi Dirigenti Movimento e ausiliari; un numero di agenti troppo elevato per una gestione economicamente valida. Venne decisa l'introduzione del controllo centralizzato del traffico, mutuato dalle esperienze delle ferrovie statunitensi.
I lavori per l'installazione del CTC iniziarono nel primo dopoguerra, non appena fu ripristinato un minimo di funzionalità alle stazioni e alle linee distrutte dai pesanti bombardamenti degli Alleati e dai sabotaggi dell'esercito tedesco in ritirata. La costruzione del Posto Centrale e della relativa sala relè fu affidata alla SASIB di Bologna che consegnò l'impianto nel 1957.
Il CTC fu affidato al dirigente centrale della prima sezione di Bologna e la gestione del traffico venne affidata a due DCO che si alternavano nelle mansioni di "operatore" (che indirizza i treni da un punto a un altro), e "spalla" (che si dedica alla burocrazia).
L'impianto del DCO Nodo non ha subito sostanziali cambiamenti; solo Bivio Santa Viola, nel corso del tempo, ha visto prima crescere la sua complessità sul terreno (e di qui la sua complessità sul banco e sul quadro luminoso.) per poter smistare il traffico viaggiatori della linea Porrettana, della linea Verona, della linea Milano e parte dei treni merci afferenti allo scalo di Ravone.

### Sistema di comando e controllo
Con l'avvicinarsi dei lavori per l'AV/AC la cintura ha subito diverse ristrutturazioni nella tratta compresa fra San Ruffillo, Bologna Centrale e Lavino. Si rese necessaria l'installazione di un nuovo quadro luminoso, di più moderna concezione, in cui potessero essere implementate le singole variazioni introdotte negli apparati e le nuove sezioni di blocco. Il banco ha visto l'installazione di pulsantiere aggiuntive che potessero comandare le nuove implementazioni man mano che venivano attivate.
Dai primi mesi del 2007, con l'entrata in esercizio della nuova tratta AV/AC Lavino-Castelfranco Emilia, il "DCO Nodo" è stato trasferito nella nuova sede, che ne ha allargato i limiti fino al telecomando della rinnovata stazione di Castelfranco, terminale del previsto servizio metropolitano regionale.
In attesa del completamento con il sistema di comando e controllo, dal giugno 2007 anche la linea Verona ha visto il DCO Nodo estendere le sue funzionalità da Tavernelle Emilia alla stazione di Crevalcore appena raggiunta dal raddoppio della linea. È previsto che l'S.C.C. Nodo arrivi sulla linea Padova alla stazione di San Pietro in Casale, permettendo al DCO di gestire il traffico fino quasi a Ferrara. Sulla linea Rimini è prevista l'estensione fino a Castelbolognese, per allacciarsi al CTC della linea per Ravenna.